# Мамедов, Дуниямалы Ахмед Али оглы
Дуниямалы Ахмед Али оглы Мамедов (азерб. Dünyamalı Əhmədalı oğlu Məmmədov; 1 [14] июля 1900, Сабирабад, Бакинская губерния — 12 июня 1983, Сабирабад, Джалилабадский район) — советский азербайджанский хлебороб, Герой Социалистического Труда (1948).

## Биография
Родился 1 июля 1900 года в селе Сабирабад Бакинской губернии (ныне село в Джалилабадском районе Азербайджана).
В 1931—1968 годах — председатель Ханагяхского сельсовета Астрахан-Базарского района, Хырмандалинского сельсовета Пушкинского района, председатель колхоза имени Жданова Астрахан-Базарского района, директор Андреевского пункта приема хлопка, заведующий птицефермой, бригадир совхоза «40-летие Азербайджанской ССР» Астрахан-Базарского района. В 1947 году, будучи председателем колхоза, получил урожай хлопка 30,23 центнеров с гектара на площади 64 гектара.
Указом Президиума Верховного Совета СССР от 10 марта 1948 года за получение в 1947 году высоких урожаев пшеницы Мамедову Дуниямалы Ахмед Али оглы присвоено звание Героя Социалистического Труда с вручением ордена Ленина и золотой медали «Серп и Молот».
С 1968 года пенсионер союзного значения.
Активно участвовал в общественной жизни Азербайджана. Член КПСС с 1931 года.